# Reidgotaland

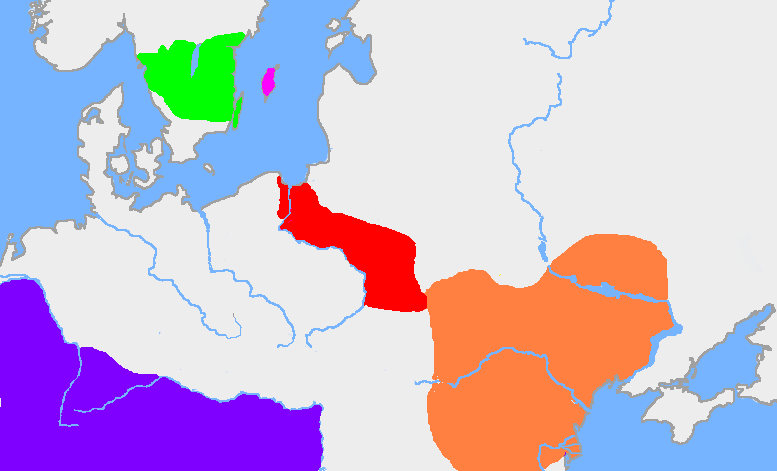
De helder gekleurde gebieden worden aangeduid als Reidgotaland. Het donkerblauw gekleurde gebied is het Romeinse Rijk

Reidgotaland, Hreidgotaland of Hreiðgotaland was een land in de Noordse mythologie, dat meestal wordt aangeduid als land van de Goten. Vreemd genoeg wil hreiðr vogelnest en misschien was het een kenning voor de Gotische traditie om te blijven verhuizen en zich in nieuwe gebieden te nestelen. Een andere mogelijkheid is dat het oorspronkelijk reið was "rit, reis". Het gebruik van het voorzetsel is simpel, omdat dezelfde stamnaam werd gebruikt voor de Gotlanders, the gutar or gotar (inwoners van Gotland. De identificatie van het gebied varieert van bron tot bron. Dit is een lijst van betekenissen, gegeven door het Nordisk familjebok:
1. Het eiland Gotland.
2. Götaland.
3. Het land van de Goten, dat wil zeggen Gothiscandza en hun latere gebieden. In  de Hervarar saga, is dit hetzelfde als Oium en was dit een buurland van de Hunnen, waarvan het gescheiden was door Myrkviðr (mirkwood).
4. De gebieden van de Goten in Zuid-Europa, volgens de Anglo-saxische bronnen.
5. Denemarken and Zweden (Volgens de Edda van Snorri was dit het aardse rijk van Odin).
6. Denemarken.
7. Jutland.

De tweede versie van het Nordisk familjebok legt uit dat Hreidgoths oorspronkelijk verwees naar de Ostrogoten in Zuidoost-Europa. Het verschijnt als hraiþkutum op de Rök Steen in Östergötland. In de Hervarar saga, wordt Hreiðgotaland gebruikt om de gebieden van de Ostrogoten in Zuidoost-Europa aan te duiden. In de Edda volgens Snorri, wordt het gebruikt om ofwel Jutland ofwel om de Deense eilanden Eygotaland aan te duiden.